# Attac

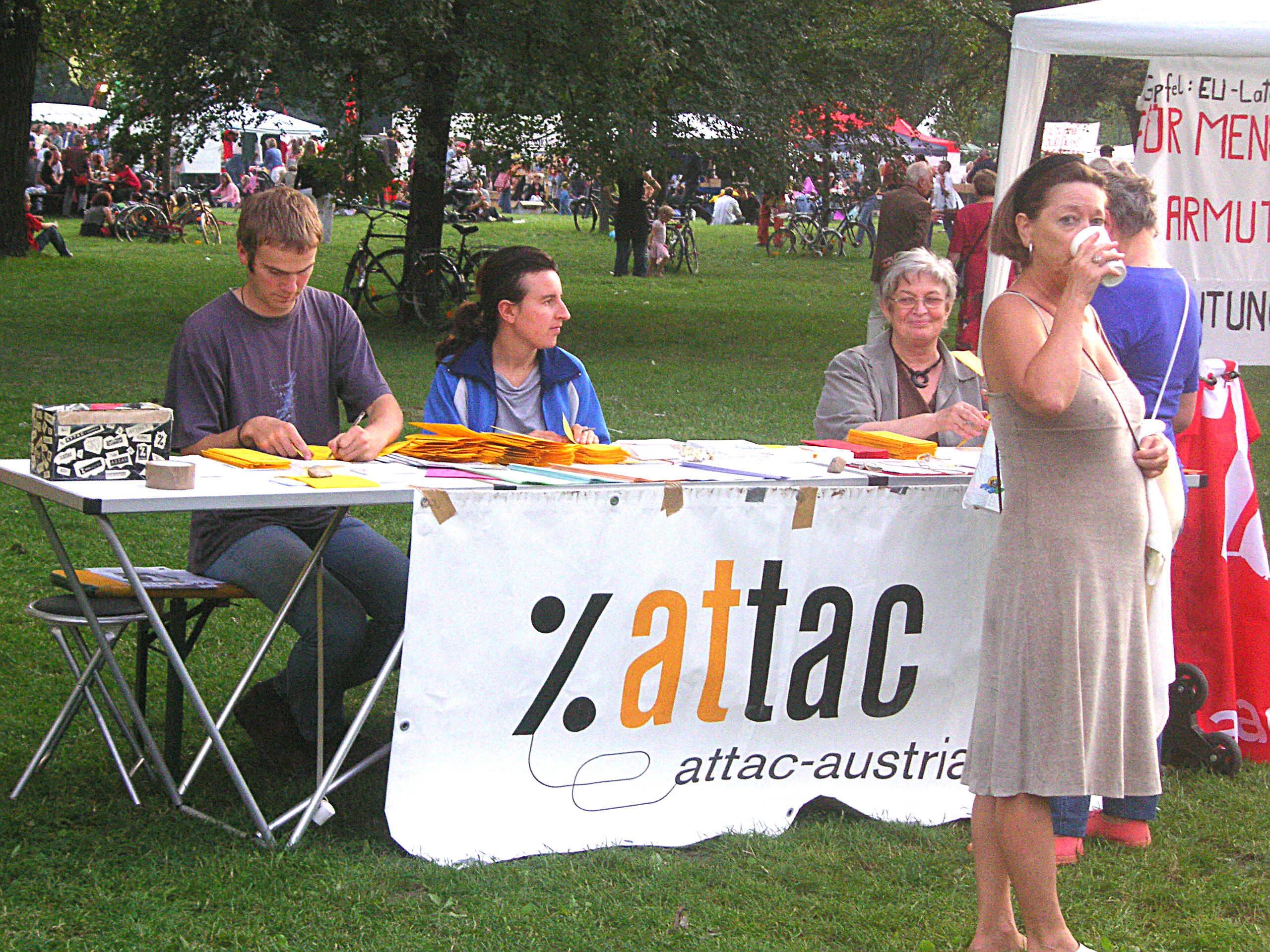
Stánek rakouského Attacu na Volksstimmefestu ve Vídni

Attac (celým názvem Association pour la Taxation des Transactions financières et pour l'Action Citoyenne, Sdružení pro zdanění finančních transakcí a pro občanskou akci) je mezinárodní alterglobalizační nevládní organizace, která požaduje, aby na spekulace se zahraničními měnami byla uvalena Tobinova daň. Sám James Tobin se však od tohoto hnutí distancoval.
Organizace byla založena v Paříži 3. června 1998. Její vznik inspiroval Ignacio Ramonet, který v měsíčníku Le Monde diplomatique uveřejnil článek o tom, že forex generuje značné příjmy, které nepodléhají žádné daňové povinnosti. Attac také odmítá existenci daňových rájů a vyzývá vlády, aby přijaly opatření proti daňovým únikům, která by umožnila financování řady sociálních programů. Má regionální pobočky ve 38 zemích světa. V jeho logu je symbol procenta, odkazující na snahu zavést Tobinovu daň ve výši alespoň jednoho procenta. Vystupuje proti politice Světová obchodní organizace a požaduje oddlužení rozvojových zemí. Také kritizoval postup Evropské centrální banky při sanaci bank během světové finanční krize 2008.
V roce 2013 byly firma Nestlé a bezpečnostní agentura Securitas AG usvědčeny, že sbíraly kompromitující materiály na aktivisty hnutí Attac. Švýcarský soud přiznal postiženým finanční kompenzaci.
V dubnu 2015 hnutí svolalo rozsáhlé mezinárodní demonstrace proti přijetí smlouvy TTIP.

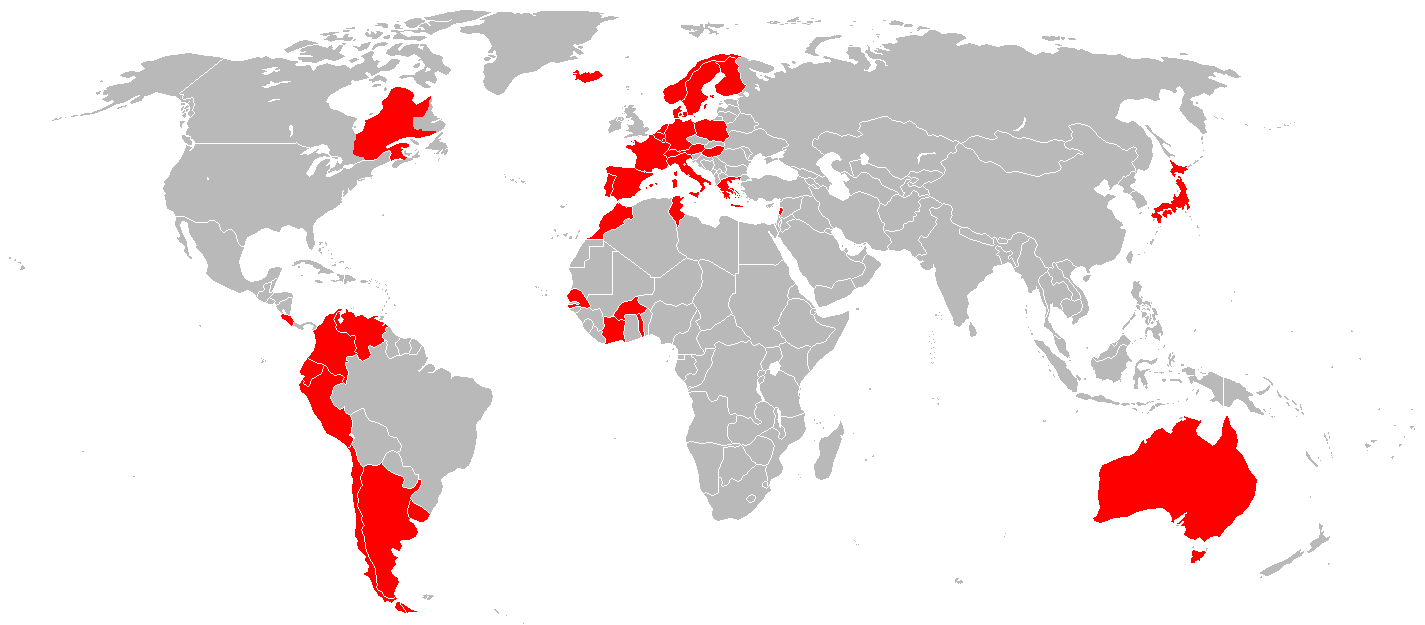
Mapa světových poboček Attacu